# 6th Special Operations Squadron
Il 6th Special Operations Squadron appartiene al 492d Special Operations Wing con sede a Duke Field (Florida). È un'unità di consulenza per il combattimento aereo, equipaggiata di aerei PZL C-145A Skytruck. La sua missione è valutare, addestrare, consigliare, e assistere forze aeree straniere nell'impiego bellico, sostegno e integrazione di forza. È attivo presso il complesso Eglin Air Force Base dal 1994.
Lo squadron fu attivato per la prima volta in India durante la Seconda guerra mondiale come 6th Fighter Squadron, Commando. Fu impiegato in combattimento nel Teatro di Cina-Birmania-India fino al maggio 1945. Fu attivato di nuovo nel 1962. Nel 1968 fu schierato nel Vietnam, dove svolse missioni di combattimento ottenendo una Presidential Unit Citation e due Air Force Outstanding Unit Award con Combat "V" Device prima di essere disattivato nel 1969. Dal 1970 al 1974, come 6th Special Operations Training Squadron, addestrò equipaggi per operazioni speciali, soprattutto nel Sudest Asiatico.

## Missione
La squadriglia ("Squadron") è composta da consiglieri dell'aviazione da combattimento, particolarmente addestrati per lo svolgimento di attività di operazioni speciali per mezzo, con, e per mano di forze aeree straniere. La sua missione principale è valutare, addestrare, consigliare ed assistere queste forze. I consiglieri della squadriglia aiutano forze amiche ed alleate ad utilizzare le loro risorse aeronautiche in operazioni congiunte (cooperazione tra diverse forze armate) e combinate (cooperazione tra diversi Stati). La squadriglia usa anche i suoi C-145 per compiti di tipo operazioni speciali tra cui infiltrazioni o esfiltrazioni con visori notturni, rifornimento ed altri compiti di combattimento su piste di fortuna.

## Storia

### Seconda guerra mondiale

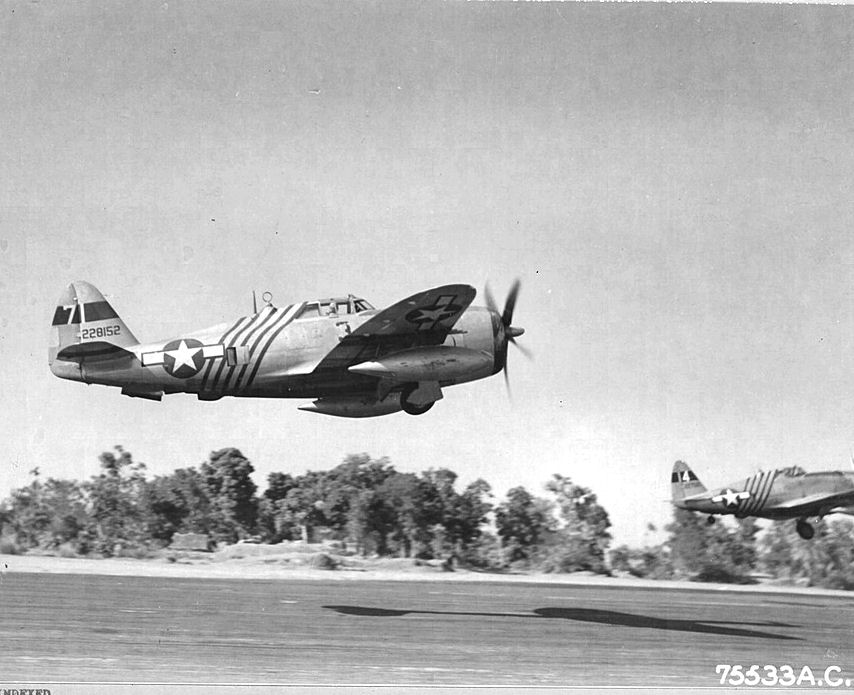
Due P-47 Thunderbolt del 1st Air Commando Group.

La squadriglia fu dapprima attivata all'Asansol Airfield (India) nel settembre 1944 come 6th Fighter Squadron, Commando e dotata di Republic P-47 Thunderbolt. Nei primi mesi di attività agiva da alcune stazioni nei territori degli attuali India e Bangladesh, conservando alcuni distaccamenti presso Cox's Bazar, dal 15 al 21 ottobre 1944, dal 2 all'8 novembre 1944 e dall'11 al 18 gennaio 1945; e da Fenny Airfield dall'1 al 24 dicembre 1944. Il 6th compì missioni di combattimento nel Teatro di Cina-Birmania-India della Seconda guerra mondiale a partire dal 17 ottobre 1944. Nel 1945 il 6th passò al  North American P-51 Mustang, continuando a svolgere missioni fino all'8 maggio 1945. La squadriglia lasciò l'India nell'ottobre 1945 e fu disattivata all'arrivo presso il posto logistico di rientro (Port of Embarkation) nel novembre seguente.  Nel 1948, l'Air Force disciolse la squadriglia assieme alle altre qualificate fighter commando.

### Guerra del Vietnam

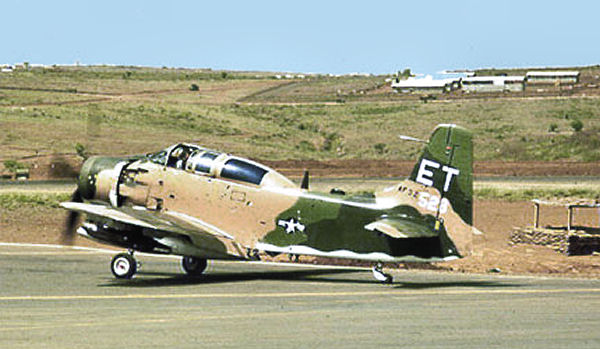
Un A-1E Skyraider del 6th SOS presso Pleiku nel 1968–69.

Nel 1962 la squadriglia fu ricostituita e attivata ad Eglin Air Force Base Auxiliary Airfield No. 9 (Florida), dotata di Douglas B-26 Invader e North American T-28 Trojan. Il 6th addestrava equipaggi per controguerriglia e guerra non convenzionale. Eseguiva anche voli dimostrativi di queste tattiche. Personale della squadriglia fu dispiegato in Vietnam, fornendo consiglieri militari alla Không lực Việt Nam Cộng hòa presso Bien Hoa. Addestravano inoltre colleghi latino-americani presso Howard Air Force Base (nei pressi del Canale di Panama) nelle tattiche di controguerriglia.
Nel 1963 la squadriglia si ridusse ad un'unità dotata di soli T-28. Molti tra il personale del 6th formarono quadri per le nuove unità di operazioni speciali che venivano formate. Nel marzo 1964 l'organico della squadriglia si era ricostituito al punto di potersi rischierare presso Udorn Royal Thai Air Force Base (Tailandia) per addestrare personale di volo e di terra nelle operazioni di controguerriglia. Nel 1966 la squadriglia fu rinominata 6th Air Commando Squadron, Fighter e fu trasferita ad England Air Force Base (Louisiana) assieme alla sua unità sovraordinata, 1st Air Commando Wing. Ad England la squadriglia iniziò a ricevere gli A-1 "Spad" in sostituzione dei Trojan. Nel dicembre 1967 fu trasferito l'ultimo T-28.
Nel febbraio 1968 l'unità fu dispiegata a Pleiku Air Base (Vietnam), dove fu brevemente sottoposta al 14th Air Commando Wing sino a che l'Air Force formò il 633d Special Operations Wing presso Pleiku in luglio, e contemporaneamente l'unità fu rinominata 6th Special Operations Squadron. Il 1 marzo 1968 iniziò le missioni di volo e combattimento, comprese: quelle di supporto aereo ravvicinato a favore delle forze terrestri; quelle di copertura aerea per i cargo che eseguivano le missioni della Operazione Ranch Hand; missioni di interdizione diurna e notturna; di supporto al combat search and rescue; di ricognizione armata; e quelle di forward air control (controllo aereo avanzato). Nei suoi ventun mesi di permanenza in Vietnam, l'unità fu insignita di una Presidential Unit Citation, e due Air Force Outstanding Unit Award con Combat "V" Device.
Fu disattivata nel contesto dell'Operazione Key Cardinal, la prima riduzione delle forze aeree da combattimento USAF conseguente dal taglio degli organici impiegati nel Vietnam del Sud. Continuò le missioni di combattimento aereo finché fu disattivata e i suoi Douglas A-1 Skyraider furono trasferiti al 56th Special Operations Wing, di stanza in Tailandia.
L'8 gennaio 1970 ritornò ad England Air Force Base e fu equipaggiato con aerei leggeri da attacco Cessna A-37 Dragonfly. La sua missione era l'addestramento sul Dragonfly di piloti di rincalzo della US Air Force e delle forze aeree alleate. In considerazione della sua missione addestrativa il suo nome fu cambiato in 6th Special Operations Training Squadron nell'agosto 1972. Ad England la 6th fu inizialmente assegnata al 4410th Combat Crew Training Wing. Quando si diradarono le attività USA nel Sudest Asiatico, anche la necessità di addestrare piloti per la guerra fece altrettanto. Il 4410th fu ridotto a gruppo e alla fine disattivato nel luglio 1973, quando la squadriglia ritornò sotto il comando del 1st Special Operations Wing, che aveva lasciato England per Hurlburt Field nel 1969. Nel gennaio 1974 la squadriglia fu assegnata allo stormo di guarnigione di England, il 23d Tactical Fighter Wing finché fu disattivata in luglio.

### Unità di consulenza per forze militari di altri Stati

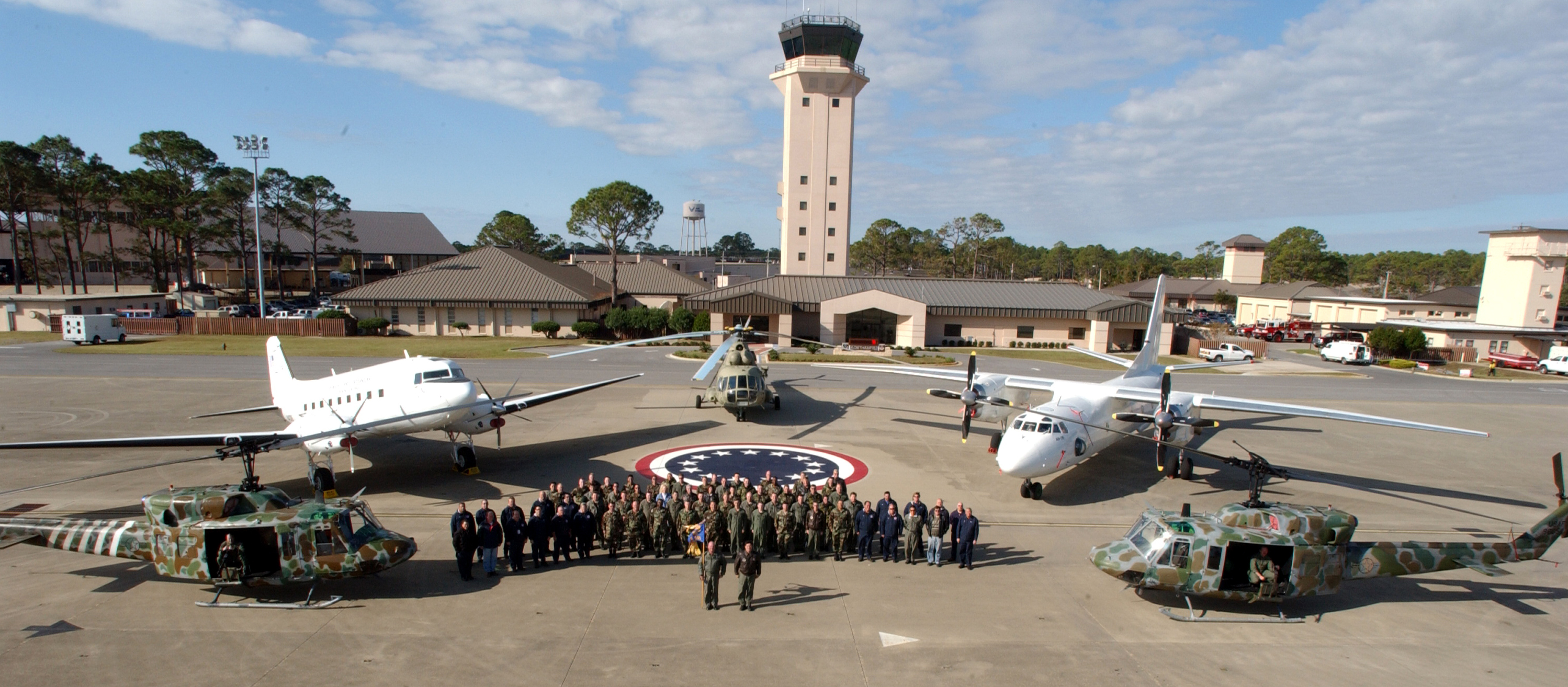
Il 6th Special Operations Squadron ed aerei nel 2005.

La squadriglia fu rinominata 6th Special Operations Flight e attivata ad Hurlburt Field il 1 aprile 1994, ed assorbì il personale del Detachment 7, Special Operations Combat Operations Staff, che era stato organizzato nell'agosto 1993 per costituire una risorsa con capacità foreign internal defense (FID). Il Detachment 7 aveva appena compiuto la sua prima missione FID il mese precedente, in Ecuador. Nell'ottobre 1994 l'unità era cresciuta ed aveva ripreso la denominazione 6th Special Operations Squadron. Due anni dopo, l'11 ottobre 1996, la squadriglia divenne un organismo di volo ricevendo due Bell UH-1N Huey. Da quel momento, la squadriglia ha utilizzato numerosi velivoli USA e stranieri nel suo ruolo di consulenza. Dal 1994 la squadriglia ha inviato consiglieri per assistere forze alleate degli USA nell'impiegare e sostenere le proprie risorse di aviazione militare e, quando necessario, integrare queste risorse con operazioni congiunte e multinazionali. Fino all'attivazione del 370th Air Expeditionary Advisory Squadron in Iraq nel 2007, fu la "sola unità USAF la cui missione principale contemplava l'addestramento-consulenza a favore delle forze aeree "di casa" (in uno Stato diverso)."
L'unità si trasferì da Hurlburt Field a Duke Field nel 2012, quando il 711th Special Operations Squadron passò dal Lockheed MC-130E Combat Talon al ruolo di foreign internal defense, e le due unità assunsero assieme la nuova missione. "Essendo le uniche due squadriglie operative dell'Air Force che svolgono questa missione, il loro ritmo di dispiegamento è meglio descritto come una media continua di circa un dispiegamento al mese."
Con riferimento 2015, il 6th condivide un edificio, la linea di volo, gli aerei PZL C-145 Skytruck e la missione con il 711th Squadron dell'Air Force Reserve Command presso Duke Field. A partire dai primi del 2017, il 6th prese ad utilizzare il Cessna 208 Caravan in un ruolo ISTAR.

## Evoluzione organica
- Costituito  come 6th Fighter Squadron, Commando il 22 settembre 1944

Attivato  il 30 settembre 1944
Disattivato  il 3 novembre 1945
- Disciolto il 8 ottobre 1948
- Ricostituito e attivato  il 18 aprile 1962 (non organizzato)

Organizzato il 27 aprile 1962
- Rinominato  6th Air Commando Squadron, Fighter il 15 giugno 1966
- Rinominato  6th Special Operations Squadron il 15 luglio 1968

Disattivato  il 15 novembre 1969
Attivato  il 8 gennaio 1970
- Rinominato  6th Special Operations Training Squadron il 31 agosto 1972

Disattivato  il 15 settembre 1974
- Rinominato  6th Special Operations Flight il 25 marzo 1994

Attivato  il 1 aprile 1994
- Rinominato  6th Special Operations Squadron il 1 ottobre 1994[4]

### Comandi sovraordinati
- 1st Air Commando Group, 30 settembre 1944 – 3 novembre 1945 (aggregato a 1st Provisional Fighter Group 7 febbraio - 8 maggio 1945, 2d Air Commando Group, 23 maggio - 20 giugno 1945)
- Tactical Air Command, 18 aprile 1962 (non organizzato)
- 1st Air Commando Group (poi 1st Air Commando Wing), 27 aprile 1962
- 14th Air Commando Wing, 29 febbraio 1968
- 633d Special Operations Wing, 15 luglio 1968 – 15 novembre 1969
- 4410th Combat Crew Training Wing (poi 4410th Special Operations Training Group), 8 gennaio 1970
- 1st Special Operations Wing, 31 luglio 1973
- 23d Tactical Fighter Wing, 1 gennaio 1974 – 15 settembre 1974
- 16th Operations Group, (poi 1st Special Operations Group), 1 aprile 1994
- Air Force Special Operations Training Center, 1 ottobre 2012
- Air Force Special Operations Air Warfare Center, 11 febbraio 2013
- 492d Special Operations Wing, 10 maggio 2017 – oggi[12][13]

### Stazioni
- Asansol Airfield, India, 30 settembre 1944
- Hay, India, 7 febbraio 1945
- Asansol Airfield, India, 9 maggio 1945
- Kalaikunda Airfield, India, 23 maggio 1945
- Asansol Airfield, India, 22 giugno - 6 ottobre 1945
- Camp Kilmer, New Jersey, 1–3 novembre 1945
- Eglin Air Force Base Auxiliary Airfield 9, Florida, 27 aprile 1962
- England Air Force Base, Louisiana, 15 gennaio 1966 – 17 febbraio 1968
- Pleiku Air Base, South Vietnam, 19 febbraio 1968 – 15 novembre 1969

Distaccamento a Da Nang Air Base, Vietnam del Sud, 1 aprile 1968 – 1 settembre 1969
- England Air Force Base, Louisiana, 8 gennaio 1970 – 15 settembre 1974
- Hurlburt Field, Florida, 1 aprile 1994
- Duke Field, Florida, 2012 – oggi[4]

### Velivoli
- Republic P-47 Thunderbolt (1944–1945)
- North American P-51 Mustang (1945)
- Douglas B-26 Invader (1962–1963)
- Douglas RB-26 Invader (1962–1963)
- Helio L-28 (later Helio U-10 Courier) (1962–1963)
- North American T-28 Trojan (1962–1967)
- Douglas A-1 Skyraider (1963, 1966; 1967–1969)
- Cessna A-37 Dragonfly (1970–1974)
- Bell UH-1N Huey (1996–2012)
- CASA C-212 Aviocar (1998-sconosciuto)
- Bell UH-1H Huey (1996–2012)[2]
- Lockheed C-130 Hercules (1996–2012)[2]
- Mil Mi-8 (2002–2012)[2]
- Cessna 208 Caravan[2]
- Beechcraft King Air 350[2]
- Eurocopter AS332 Super Puma[2]
- Basler BT-67  (2002–2008)[2]
- Mil Mi-17 (2002–2012)[2]
- de Havilland Canada DHC-6 Twin Otter (2010–2012)[2]
- Antonov An-26 (2003–2007)[senza fonte]
- PZL C-145 Skytruck (2012 – oggi)[2][14]